# Sam Creasey
Sam Creasey (ur. 19 sierpnia 1988 w Leighton Buzzard) – angielski zawodnik mieszanych sztuk walki (MMA). W latach 2021-2022 mistrz brytyjskiej organizacji Cage Warriors w wadze muszej oraz w latach 2024-2025 mistrz czesko-słowackiej organizacji Oktagon MMA w tej samej kategorii.  

## Osiągnięcia

### Mieszane sztuki walki:
- Cage Warriors
  - 2021-2022: Mistrz Cage Warriors w wadze muszej[3][4]
- Oktagon MMA
  - 2024-2025: Mistrz Oktagon MMA w wadze muszej[5][6]

## Lista zawodowych walk MMA
| Wynik     | Bilans | Przeciwnik (bilans przed walką) | Rozstrzygnięcie                | Runda | Czas | Rozgrywki                                       | Data       | Miejsce             | Uwagi                                                                               |
| --------- | ------ | ------------------------------- | ------------------------------ | ----- | ---- | ----------------------------------------------- | ---------- | ------------------- | ----------------------------------------------------------------------------------- |
| Przegrana | 19-6   | Beno Adamia (11-8-2)            | Decyzja (niejednogłośna)       | 5     | 5:00 | Oktagon 67: Creasey vs. Adamia                  | 22.02.2025 | Trzyniec            | Stracił pas mistrzowski Oktagon MMA w wadze muszej. Main Event.                     |
| Wygrana   | 19-5   | Aaron Aby (16-8-1)              | Decyzja (jednogłośna)          | 5     | 5:00 | Oktagon 56: Aby vs. Creasey                     | 20.04.2024 | Birmingham          | Debiut w Oktagon MMA. Zdobył pas mistrzowski Oktagon MMA w wadze muszej. Main Event |
| Wygrana   | 18-5   | Tanio Pagliariccio (8-3)        | Poddanie (duszenie zza pleców) | 2     | 4:35 | Cage Warriors 162: Rome                         | 28.10.2023 | Rzym                |                                                                                     |
| Wygrana   | 17-5   | Michelangelo Lupoli (5-2)       | Decyzja (jednogłośna)          | 3     | 5:00 | Cage Warriors 154: Rome                         | 06.05.2023 | Rzym                |                                                                                     |
| Przegrana | 16-5   | Shajidul Haque (14-5)           | KO (prawy sierpowy)            | 3     | 3:42 | Cage Warriors 148                               | 31.12.2022 | Londyn              | Stracił pas mistrzowski Cage Warriors w wadze muszej.                               |
| Wygrana   | 16-4   | Stipe Brčić (10-2)              | Poddanie (duszenie gilotynowe) | 1     | 1:11 | Cage Warriors 142                               | 13.08.2022 | Ebbw Vale           | Obronił pas mistrzowski Cage Warriors w wadze muszej. Main Event                    |
| Przegrana | 15-4   | Luke Shanks (8-3)               | TKO (ciosy pięściami)          | 1     | 4:25 | Cage Warriors 132                               | 11.12.2021 | Londyn              | Co-Main Event                                                                       |
| Wygrana   | 15-3   | Luke Shanks (8-2)               | Poddanie (duszenie gilotynowe) | 3     | 3:38 | Cage Warriors 129                               | 02.10.2021 | Londyn              | Zdobył wakujący pas mistrzowski Cage Warriors w wadze muszej. Main Event            |
| Wygrana   | 14-3   | Aaron Aby (11-3-1)              | Decyzja (jednogłośna)          | 3     | 5:00 | Cage Warriors 123                               | 24.06.2021 | Londyn              |                                                                                     |
| Wygrana   | 13-3   | Adam Amarasinghe (6-2)          | TKO (ciosy pięściami)          | 3     | 2:51 | Cage Warriors 117: The Trilogy Strikes Back 1   | 10.12.2020 | Anglia              | Co-Main Event                                                                       |
| Wygrana   | 12-3   | Nicolas Leblond (5-2)           | Decyzja (jednogłośna)          | 3     | 5:00 | Cage Warriors 116                               | 26.09.2020 | Manchester          |                                                                                     |
| Przegrana | 11-3   | Samir Faiddine (10-6)           | TKO (ciosy pięściami)          | 3     | 0:35 | Cage Warriors 106: Night of Champions           | 29.06.2019 | Londyn              | Pojedynek o wakujący pas mistrzowski Cage Warriors w wadze muszej.                  |
| Wygrana   | 11-2   | Andy Young (11-12)              | Decyzja (jednogłośna)          | 3     | 5:00 | Cage Warriors 102                               | 02.03.2019 | Londyn              |                                                                                     |
| Wygrana   | 10-2   | Connor Hignett (6-3)            | TKO (ciosy pięściami)          | 1     | 4:03 | Cage Warriors 96                                | 01.09.2018 | Liverpool           |                                                                                     |
| Przegrana | 9-2    | Nathan Greyson (5-2)            | TKO (ground and pound)         | 3     | 4:23 | Cage Warriors 92: Super Saturday                | 24.03.2018 | Londyn              |                                                                                     |
| Wygrana   | 9-1    | Paul Marin (12-6)               | KO (cios)                      | 1     | 2:38 | Cage Warriors 86                                | 16.09.2017 | Londyn              |                                                                                     |
| Wygrana   | 8-1    | Iuri Bejenari (6-1)             | Poddanie (duszenie zza pleców) | 1     | 1:31 | Cage Warriors 84                                | 02.06.2017 | Londyn              |                                                                                     |
| Przegrana | 7-1    | Shajidul Haque (8-2)            | Decyzja (jednogłośna)          | 3     | 5:00 | Cage Warriors Unplugged                         | 12.11.2016 | Londyn              |                                                                                     |
| Wygrana   | 7-0    | Sam Halliday (4-3)              | Poddanie (duszenie zza pleców) | 1     | 1:47 | Cage Warriors 78                                | 10.09.2016 | Liverpool           |                                                                                     |
| Wygrana   | 6-0    | Kris Edwards (8-8)              | Decyzja (jednogłośna)          | 3     | 5:00 | Cage Warriors 76                                | 04.06.2016 | Newport             | Debiut w Cage Warriors.                                                             |
| Wygrana   | 5-0    | Rhys Hall (0-0)                 | TKO (ciosy pięściami)          | 1     | 1:02 | Macto Championships: Osipczak vs. Redfearn      | 27.06.2015 | Milton Keynes       |                                                                                     |
| Wygrana   | 4-0    | Ian Dalby (0-1)                 | Poddanie (duszenie d'Arce)     | 2     | 3:45 | Made 4 the Cage 17                              | 23.05.2015 | Houghton-le-Spring  |                                                                                     |
| Wygrana   | 3-0    | Grant Clarke (2-1)              | Poddanie (duszenie gilotynowe) | 1     | 1:23 | KnuckleUp MMA: The New Breed 10                 | 26.07.2014 | Bristol             |                                                                                     |
| Wygrana   | 2-0    | Nathaniel Brash (0-0)           | TKO (przerwanie przez lekarza) | 1     | 5:00 | Knuckleforce 7: Collision                       | 05.04.2014 | Newcastle upon Tyne |                                                                                     |
| Wygrana   | 1-0    | Jack Young (0-0)                | Poddanie (duszenie gilotynowe) | 1     | 3:08 | Fight UK MMA - Last Man Standing: Welterweights | 15.02.2014 | Leicester           |                                                                                     |